# Archita Sahu
Archita Sahu (8. lipnja 1990., Orissa, Indija) indijska je glumica. Poznata je po svojim televizijskim ulogama. Također, osvajala je i mnoge nagrade.

## Filmografija
| Godina | Naslov                       | Uloga  |
| ------ | ---------------------------- | ------ |
| 2010.  | Tora More Jodi Sundara       | -      |
| 2010.  | Aalo Mora Kandhei            | -      |
| 2009.  | Keun Dunia Ru Asila Bandhu   | -      |
| 2009.  | Akashe Ki Ranga Lagila       | -      |
| 2009.  | Pagala Karichi Paunji Tora   | -      |
| 2008.  | Mu Sapanara Soudagar         | Shriya |
| 2008.  | Dhanare Rakhibu Sapatha Mora | -      |
| 2008.  | Mate Ani Dela Lakhye Faguna  | -      |
| 2007.  | To Bina Mo Kahani Addha      | -      |
| 2007.  | To Pain Nebi Mu Sahe Janama  | -      |
| 2006.  | De Maa Shakti De             | -      |
| 2005.  | Babu I Love You              | -      |
| 2005.  | O My Love                    | Puja   |

## Nagrade

### Nagrada za najbolju pridošlicu 2005
| Godina | Kategorija       | Naslov    | Rezultat   |
| ------ | ---------------- | --------- | ---------- |
| 2005.  | najbolja glumica | O My Love | pobjednica |

### Show time
| Godina | Kategorija       | Naslov                          | Rezultat   |
| ------ | ---------------- | ------------------------------- | ---------- |
| 2006.  | najbolja glumica | De Maa Shakti De                | pobjednica |
| 2008.  | najbolja glumica | To Payeen Nebi muun Sahe Janama | pobjednica |

### Omshree
| Godina | Kategorija       | Naslov                 | Rezultat   |
| ------ | ---------------- | ---------------------- | ---------- |
| 2007.  | najbolja glumica | To bina mo kahani adha | pobjednica |

### Banichitra
| Godina | Kategorija       | Naslov                     | Rezultat   |
| ------ | ---------------- | -------------------------- | ---------- |
| 2006.  | najbolja glumica | Babu I Love You            | pobjednica |
| 2009.  | najbolja glumica | Mu Sapanara soudagara      | pobjednica |
| 2010.  | najbolja glumica | Pagala karichi paunji tora | pobjednica |

### UMPA
| Godina | Kategorija       | Naslov                     | Rezultat   |
| ------ | ---------------- | -------------------------- | ---------- |
| 2008.  | najbolja glumica | To bina mo kahani adha     | pobjednica |
| 2010.  | najbolja glumica | Pagala karichi paunji tora | pobjednica |

### Sapatha
| Godina | Kategorija       | Naslov                | Rezultat   |
| ------ | ---------------- | --------------------- | ---------- |
| 2009.  | najbolja glumica | Mu Sapanara soudagara | pobjednica |

### Chalachitra jagat
| Godina | Kategorija       | Naslov                | Rezultat   |
| ------ | ---------------- | --------------------- | ---------- |
| 2009.  | najbolja glumica | Mu Sapanara soudagara | pobjednica |

### Tarang
| Godina | Kategorija       | Naslov                      | Rezultat   |
| ------ | ---------------- | --------------------------- | ---------- |
| 2010.  | najbolja glumica | Pagala karichi paunji tora” | pobjednica |

### Kamyab
| Godina | Kategorija       | Naslov                 | Rezultat   |
| ------ | ---------------- | ---------------------- | ---------- |
| 2010.  | najbolja glumica | Akashe ki ranga lagila | pobjednica |

### Chitrapuri
| Godina | Kategorija       | Naslov                      | Rezultat   |
| ------ | ---------------- | --------------------------- | ---------- |
| 2010.  | najbolja glumica | Pagala karichi paunji tora” | pobjednica |